# Каза Ђанино (Маса-Карара)
Каза Ђанино је насеље у Италији у округу Маса-Карара, региону Тоскана.
Према процени из 2011. у насељу је живело 20 становника. Насеље се налази на надморској висини од 978 м.